# Mustalampi (sjö i Finland, Nyland, lat 60,02, long 24,39)
Mustalampi är en sjö i Kyrkslätts kommun i Finland.   Den ligger i landskapet Nyland, i den södra delen av landet, 30 km sydväst om huvudstaden Helsingfors. Mustalampi ligger 27 meter över havet.  Arean är 9,3 hektar och strandlinjen är 1,53 kilometer lång. Sjön  ingår i Finska vikens kustområde. 